# 第16軍 (ドイツ軍)
第16軍（だい16ぐん、独Deutsche 16. Armee）は第二次世界大戦時のドイツ軍の部隊である。

## 歴史
設立後、第16軍はフランス侵攻に参加した。その後、ソビエト連邦侵攻作戦であるバルバロッサ作戦が発動されると、第16軍は北方軍集団に所属した。
1942年1月、第16軍はレニングラード南方のノブゴロド州デミヤンスクで包囲され（デミヤンスク包囲戦）、撤退路を確保するために戦った。しかし、ドイツ総統アドルフ・ヒトラーは撤退を禁じ、1942年4月、退路が確保するまで第16軍の補給は空路に頼っていた。その後、レニングラード包囲戦に参加したが、1944年1月、ソビエト赤軍の反撃に直面した。
1944年2月19日、ソビエト第3バルト方面軍はホルム（Kholm）周辺で第16軍を攻撃する位置まで進撃した。ソビエト第22軍は最初の攻撃で第16軍を撃破、著しい進撃を見せ、第16軍は大損害を負った。
1944年夏、ソビエト赤軍がバグラチオン作戦を発動、第16軍は第18軍と共に、クールラント半島に閉じ込められることとなり、終戦までそこに留まることとなった。その後、第16軍は所属しているクールラント軍集団と共にソビエト赤軍に降伏したが、将兵約180,000名が捕虜となり、強制収容所へ送られ、そのほとんどが帰ることはなかった。

## 司令官
| 着任           | 離任           | 階級（当時） | 氏名 |
| -------------- | -------------- | ------------ | --- |
| 1940年1月      | 1943年10月12日 | 元帥         | エルンスト・ブッシュ |
| 1943年10月12日 | 1944年6月1日   | 砲兵大将     | クリスティアン・ハンセン （Christian Hansen）                                                                               |
| 1944年6月1日   | 1944年9月3日   | 歩兵大将     | パウル・ラウクス （Paul Laux）                                                                                              |
| 1944年9月3日   | 1945年3月10日  | 上級大将     | カール・ヒルペルト （Carl Hilpert）                                                                                         |
| 1945年3月10日  | 1945年3月16日  | 歩兵大将     | エルンスト＝アントン・フォン・クロージク (Ernst-Anton von Krosigk）                                                         |
| 1945年3月16日  | 1945年5月8日   | 山岳兵大将   | フリードリヒ＝ヨープスト・フォルカマー・フォン・キルヒェンジッテンバッハ (Friedrich-Jobst Volckamer von Kirchensittenbach） |